# Jhumri Tilaiya
Jhumri Tilaiya är en stad i den indiska delstaten Jharkhand, och tillhör distriktet Koderma. Folkmängden uppgick till 87 867 invånare vid folkräkningen 2011, med förorter 93 620 invånare.